# Полночь с дьяволом
«По́лночь с дья́волом» (англ. Late Night with the Devil, более точный перевод «Поздним вечером с дьяволом») — сверхъестественный фильм ужасов 2023 года, снятый братьями Колином и Кэмероном Кэрнсами по их собственному сценарию. Фильм совместного производства Австралии, ОАЭ и США. Главную роль исполнил Дэвид Дастмалчян. Сюжет повествует о событиях вечернего ток-шоу, вышедшего в ночь на Хэллоуин 1977 года, во время которого ведущий в попытке повысить рейтинги приглашает на передачу предположительно одержимую девушку.
Мировая премьера состоялась 10 марта 2023 года на мероприятии South by Southwest. Фильм вышел в кинотеатральный прокат США 22 марта 2024 года.

## Сюжет
Действие пролога охватывает период с 1971 по 1977 год. Джек Делрой, ранее работавший на радио, в 1971 году становится ведущим программы «Ночные совы», прямого конкурента «Вечернего шоу Джонни Карсона». Шоу имеет высокие рейтинги, частично благодаря Мадлен Пайпер, жене Джека. Поддержку Джеку также оказывает элитный калифорнийский лагерь «Роща» для богатых и влиятельных людей, по слухам оказывающий непосредственное влияние на карьеру знаменитостей. На протяжении пяти лет шоу уступает рейтингам программы Карсона. В 1976 году Мадлен умирает от рака, из-за чего Джек прекращает съёмки «Ночных сов», однако уже через месяц программа вновь возвращается в эфир.
В Хэллоуин 1977 года, в связи с падающими рейтингами шоу, Джек решает сделать специальный эпизод на оккультную тему. Среди специальных гостей эпизода шоу — экстрасенс и медиум Кристу, скептик и бывший фокусник Кармайкл Хейг, автор-парапсихолог Джун Росс-Митчелл и героиня её книги Лилли Д’Або.
Во время трансляции Кристу чувствует предостережение от некой «Минни», которое было личным прозвищем Мадлен. Затем в студию прибывает Кармайкл, крайне скептически воспринимающий способности экстрасенса. После этого разъярённый Кристу пытается покинуть студию, однако неожиданно чувствует недомогание, его рвёт чёрной жидкостью и во время рекламной паузы медиума срочно увозят в больницу. В следующем сегменте Джун представляет Лилли — единственную выжившую после массового самоубийства членов поклонявшихся Абраксасу сатанинской секты, о которой она написала книгу «Разговор с дьяволом». Несмотря на предупреждения Джун о возможных последствиях, Джек убеждает её вызвать демона, которого Лилли называет «мистером Ползуном». Во время очередной рекламной паузы съёмочная группа сообщает Джеку, что Кристу умер от кровотечения в машине скорой помощи, которая везла его в больницу Маунт-Синай.
Во время ритуала Лилли становится одержимой мистером Ползуном, левитирует в своем кресле и вызывает сбой в электричестве. В своём одержимом состоянии она туманно намекает на то, что ранее встречала Джека «под высокими деревьями». После того как Лилли приходит в себя, Кармайкл решает привлечь внимание публики, подвергнув гипнозу Гаса Макконнелла, приятеля и соведущего Джека. Он внушает Гасу сколецифобию, в результате чего зрители в студии видят выходящих из его тела червей. Когда производственная группа перематывает отснятый материал, произошедшее с Гасом оказывается всего лишь массовой галлюцинацией, однако связанные с Лилли явления на записи остались неизменными. Джек приходит в ужас, когда замечает на видеозаписи стоящий позади себя призрак Мадлен, но Кармайкл обвиняет ведущего в организации тщательно продуманной мистификации. Лилли снова становится одержимой; её голова раскалывается и начинает светиться ярким светом. Используя свои телекинетические способности, она швыряет Джека в стену, а также убивает Гаса, Джун и Кармайкла.
Джек внезапно переносится в кошмарную версию своей программы. Он заново переживает искажённые моменты из отснятых ранее эфиров вплоть до момента подписания договора, где показывается, что «Роща» действительно была культом, в котором он был в числе поклоняющихся Абраксасу. Также раскрывается косвенная ответственность Джека за смерть Мадлен: платой за популярность «Ночных сов» стал её рак. Джек оказывается у кровати Мадлен. Она просит супруга избавить её от страданий, поскольку рак причиняет слишком сильную боль. Используя ритуальный кинжал сатанинского культа, он закалывает Мадлен. После этого Джек внезапно перемещается в пустую студию, где выясняется, что он нанёс удар Лилли. Джек стоит над телами своих мёртвых гостей, а полицейские сирены вдалеке постепенно становятся всё громче.

## В ролях
| Актёр            | Роль                           |
| ---------------- | ------------------------------ |
| Дэвид Дастмалчян | ведущий Джек Делрой            |
| Лора Гордон      | парапсихолог Джун Росс-Митчелл |
| Иэн Блисс        | бывший фокусник Кармайкл Хейг  |
| Файсаль Баззи    | экстрасенс Кристу              |
| Ингрид Торелли   | Лилли                          |
| Рис Аутери       | Гас Макконнелл                 |
| Джорджина Хэйг   | Мадлен Пайпер                  |
| Джош Квон Тарт   | Лео Фиск                       |
| Стив Музакис     | Шандор Д'Або                   |
| Пола Арунделл    | Диана                          |
| Кристофер Кёрби  | Фил                            |
| Джон О'Мэй       | Уокер Бедфорд                  |
| Майкл Айронсайд  | рассказчик                     |

## Производство

### Разработка и кастинг
О начале производства проекта было объявлено 13 февраля 2022 года, к работе над фильмом подключились эмиратская студия Image Nation и американский жанровый лейбл Spooky Pictures. Сценаристы и режиссёрский дуэт Камерон и Колин Кэрнсы, описывая свое решение взять за основу «Полночи с дьяволом» ток-шоу, заявили: «В 70-х и 80-х годах было что-то немного опасное в ночном телевидении. В частности, ток-шоу были окном в какой-то странный мир взрослых. Мы подумали, что если объединить эту заряженную атмосферу прямого эфира со сверхъестественным, то получится уникальный пугающий фильм».
Братья Кэрнс предложили Дэвиду Дастмалчяну роль Джека Делроя после того, как они прочитали статью, которую актёр написал для журнала Fangoria о региональных телеведущих хоррор-шоу. Дастмалчян согласился на роль после того, как ему прислали лукбук, напоминающий журнал TV Guide 1970-х годов, вместе со сценарием фильма. Участие актёра в фильме было официально подтверждено 24 июня 2022 года. В следующем месяце к актёрскому составу присоединились Лора Гордон, Иэн Блисс и Файсаль Баззи.

### Съёмки, дизайн и эффекты
Съёмочный процесс проходил в середине 2022 года в Мельбурне. Художник-постановщик Отелло Столфо изучал вечерние шоу 1970-х и 1980-х годов, в частности, программы Джонни Карсона и Дика Каветта, и при создании дизайна студии отдал предпочтение коричневому и оранжевому цвету. Оператор Мэттью Темпл для воссоздания атмосферы шоу того времени использовал старые осветительные приборы и пластиковые микрофоны.
В фильме было задействовано около 300 кадров со спецэффектами, как практическими, так и визуальными, наряду с кукольной аниматроникой. В киноленте также был использован искусственный интеллект, хотя позже режиссёры заявили, что только «три изображения» были сгенерированы им.

## Релиз и маркетинг
Мировая премьера фильма состоялась 10 марта 2023 года на кинофестивале South by Southwest Film Festival, где он был представлен в рамках секции «Полуночники». В том же месяце писатель Стивен Кинг после просмотра фильма написал у себя в Твиттере: «Это просто великолепно. Я не мог оторвать глаз. Как говорится, ваше мнение может отличаться, но я настоятельно рекомендую вам посмотреть его, когда сможете». Фильм демонстрировался на кинофестивале в Сиднее с 9 по 15 июня 2023 года.
За неделю до выхода фильма в прокат некоторые рецензенты обратили внимание на использование в монтаже искусственного интеллекта, которого не было в версии, показанной на SXSW, и призвали бойкотировать киноленту. В ответ на полемику режиссёры Кэмерон и Колин Кэрнсы заявили: «Совместно с нашей потрясающей командой графических и художественных дизайнеров, которые неустанно работали, чтобы придать фильму эстетику 70-х, которую мы всегда себе представляли, мы экспериментировали с искусственным интеллектом для трёх неподвижных изображений, которые мы отредактировали, и в итоге они появились в фильме в качестве очень коротких вставок». Дэвид Дастмалчян поддержал режиссёров и описал фильм как «совершенно оригинальное произведение, на которое потратили много часов невероятного художественного мастерства, чтобы создать этот мир».
В октябре 2023 года IFC Films и Shudder приобрели права на дистрибуцию фильма в Северной Америке, Великобритании и Ирландии. В России прокатчиком киноленты выступила компания «Экспонента». Специально для российской аудитории Дастмалчяном был записан ролик, призывающий зрителей сходить на фильм в кино.

## Приём

### Сборы
Фильм вышел на экраны 22 марта 2024 года в 1034 кинотеатрах США и Канады и за первые три дня заработал 2,8 миллиона долларов, заняв шестое место в прокате, что стало лучшим показателем для релизов IFC Films. Кроме того, СМИ отмечали, что в общую сумму вошли 666 666 долларов, заработанных в третий день проката. В следующие выходные фильм расширил показ до 1442 кинотеатров и заработал ещё 2,2 миллиона долларов, заняв седьмое место.

### Критика
Фильм получил высокие оценки кинопрессы. На сайте Rotten Tomatoes фильм имеет 97 % «свежести» на основе 224 рецензий со средней оценкой 7,8 балла из 10. Консенсус сайта гласит: «Восхитительно мрачный фильм „Полночь с дьяволом“ доказывает, что ужасы об одержимости не являются наигранными, и служит выдающимся шоу для Дэвида Дастмалчяна». На Metacritic фильм имеет 72 балла из 100 на основе 22 рецензий кинокритиков, что означает «в целом положительные отзывы».
В целом критики посчитали «Полночь с дьяволом» одним из лучших фильмов об экзорцизме и практически единогласно похвалили актёрскую работу Дастмалчяна. Деннис Харви из Variety высоко оценил дизайн постановки, технические аспекты фильма и актёрский состав. Он написал, что в фильме «сочетаются винтажные мотивы шоу-бизнеса эгоцентричного десятилетия и демонические выходки экзорцистов, не говоря уже о том, что братья [Кэрнс] ловко справились как со сценарием, так и с режиссурой». Брайан Таллерико из RogerEbert.com оценил киноленту как «изобретательную», а использование формата найденных кадров — «умным решением», и подчеркнул, что «феноменально искренняя игра Дастмалчяна… действительно держит фильм в напряжении, поскольку он находит правильный тон между смазливостью и симпатией, которые доминировали в культуре 70-х годов». Миган Наварро из Bloody Disgusting поставила работе Кэрнсов три с половиной балла из пяти, раскритиковав быстрый темп, но написав, что «изобретательность, тщательное воссоздание периода, захватывающая игра Дастмалчяна и потрясающий финал делают фильм одним из событий Хэллоуина, которое вы не захотите пропустить». Трейс Совер из The Austin Chronicle также высоко оценил игру Дастмалчяна и назвал фильм «совершенно диковинным, но искренняя приверженность задумке — это то, что действительно заставляет его работать». По мнению Совера, несмотря на недостаточно сильную развязку, «„Полночь с дьяволом“ способен извлечь из своей предпосылки множество эффективных и забавных идей, и он работает как мощное исследование цены успеха». Марк Кермод из Kermode and Mayo’s Take счёл фильм «доставляющим удовольствие», добавив, что по его мнению, на него повлиял британский пародийный телефильм 1992 года о сверхъестественных ужасах «Призрачный дозор». Венди Айд из The Observer поставила фильму четыре звезды из пяти, похвалив сатиру и комедийные элементы, а также назвав его «мрачным, циничным и временами дьявольски смешным, вносящим разрушаемую статику в жанр об одержимости демонами».
По мнению критика Film.ru Владимира Бурдыгина, особенно отметившего игру Дастмалчяна в ведущей роли, у фильма практически нет очевидных минусов. Он оценил картину на 8 баллов. Критик сайта «Кинопоиск» Станислав Зельвенский в своей рецензии в целом похвалил фильм, отметив, что он «смотрится… на одном дыхании».

### Награды и номинации
| Премия                             | Дата проведения церемонии | Категория                            | Номинант(ы)                                          | Результат | Примечания    |
| ---------------------------------- | ------------------------- | ------------------------------------ | ---------------------------------------------------- | --------- | ------------- |
| Fangoria Chainsaw Awards           | 13 октября 2024           | Лучший дизайн костюма                | Стеф Хук                                             | Номинация | [ 32 ]        |
| Fangoria Chainsaw Awards           | 13 октября 2024           | Лучший сценарий                      | Колин и Кэмерон Кэрнс                                | Победа    | [ 32 ]        |
| Fangoria Chainsaw Awards           | 13 октября 2024           | Лучшее исполнение главной роли       | Дэвид Дастмалчян                                     | Победа    | [ 32 ]        |
| Fangoria Chainsaw Awards           | 13 октября 2024           | Лучший фильм для широкого проката    | «Полночь с дьяволом»                                 | Номинация | [ 32 ]        |
| Ассоциация кинокритиков Сент-Луиса | 15 декабря 2024           | Лучший фильм ужасов                  | «Полночь с дьяволом»                                 | Номинация | [ 33 ]        |
| Премия «Сатурн»                    | 2 февраля 2025            | Лучший независимый фильм             | «Полночь с дьяволом»                                 | Победа    | [ 34 ] [ 35 ] |
| Премия «Сатурн»                    | 2 февраля 2025            | Лучший актёр                         | Дэвид Дастмалчян                                     | Номинация | [ 34 ] [ 35 ] |
| Премия «AACTA»                     | 7 февраля 2025            | Лучший фильм                         | Мэттью Темпл, Адам Уайт                              | Номинация | [ 36 ] [ 37 ] |
| Премия «AACTA»                     | 7 февраля 2025            | Лучшая режиссура                     | Колин Кэрнс Кэмерон Кэрнс                            | Номинация | [ 36 ] [ 37 ] |
| Премия «AACTA»                     | 7 февраля 2025            | Лучший сценарий                      | Колин Кэрнс Кэмерон Кэрнс                            | Номинация | [ 36 ] [ 37 ] |
| Премия «AACTA»                     | 7 февраля 2025            | Лучшая мужская роль                  | Дэвид Дастмалчян                                     | Номинация | [ 36 ] [ 37 ] |
| Премия «AACTA»                     | 7 февраля 2025            | Лучшая женская роль                  | Лора Гордон                                          | Номинация | [ 36 ] [ 37 ] |
| Премия «AACTA»                     | 7 февраля 2025            | Лучшая мужская роль второго плана    | Файсаль Баззи                                        | Номинация | [ 36 ] [ 37 ] |
| Премия «AACTA»                     | 7 февраля 2025            | Лучшая женская роль второго плана    | Ингрид Торелли                                       | Номинация | [ 36 ] [ 37 ] |
| Премия «AACTA»                     | 7 февраля 2025            | Лучшая операторская работа           | Мэттью Темпл                                         | Номинация | [ 36 ] [ 37 ] |
| Премия «AACTA»                     | 7 февраля 2025            | Лучший монтаж                        | Колин Кэрнс, Кэмерон Кэрнс                           | Номинация | [ 36 ] [ 37 ] |
| Премия «AACTA»                     | 7 февраля 2025            | Лучшая музыка                        | Гленн Ричардс, Роско Джеймс Ирвин                    | Номинация | [ 36 ] [ 37 ] |
| Премия «AACTA»                     | 7 февраля 2025            | Лучший звук                          | Эмма Бортиньон, Манел Лопес, Пит Смит, Кэмерон Грант | Номинация | [ 36 ] [ 37 ] |
| Премия «AACTA»                     | 7 февраля 2025            | Лучшая работа художника-постановщика | Отелло Стольфо                                       | Номинация | [ 36 ] [ 37 ] |
| Премия «AACTA»                     | 7 февраля 2025            | Лучший дизайн костюмов               | Стеф Хук                                             | Номинация | [ 36 ] [ 37 ] |
| Премия «AACTA»                     | 7 февраля 2025            | Лучший кастинг                       | Ли Пикфорд                                           | Номинация | [ 36 ] [ 37 ] |